# Alexandra Řecká a Dánská
Alexandra Řecká a Dánská (25. března 1921 – 30. ledna 1993) byla manželka posledního jugoslávského krále, Petra II. a matka současného nástupce Alexandra, korunního prince Jugoslávie.

## Život
Alexandra se narodila pět měsíců po smrti svého otce, krále Alexandra I. Helénského, jeho morganatické manželce-vdově, Aspasii Manuové. Jeho otec, král Konstantin I., byl znovuuveden na řecký trůn měsíc po Alexandrově smrti, kdy se navrátil z exilu do Řecka. Jeho vláda oficiálně stvrdila krátké panování jeho pozdějšího syna coby regenta, což znamenalo, že Alexandrova svatba uzavřená bez souhlasu otce byla technicky neplatná; sňatek byl anulován a pohrobek Alexandra se stala nelegitimní.
Na příkaz Alexandrovy matky, královny Žofie, byl v červenci 1922 vydán zákon, který opravňoval krále k uznání platnosti sňatků členů královské rodiny uzavřených bez královského souhlasu, i když se zpětnou platností, třebas nedynastických. Král Konstantin poté vydal dekret, zveřejněný 10. září 1922, jímž platnost Alexandrova sňatku s Aspasií uznal.
Tak se Alexandra stala legitimní členkou řeckého panovnického rodu z pohledu řeckých zákonů. Jí i její matce náležel titul "princezna řecká a dánská" a oslovení Královská Výsost. Tento titul vznikl pro nevládnoucí členy řecké královské rodiny, kteří byli současně členy vládnoucí dynastie v Dánsku. Stále však na ni nebylo pohlíženo jako na rovnocennou členku panovnické dynastie a bylo jí odepřeno následnictví trůnu, na rozdíl od dynastických princezen, jimž podle monarchistické ústavy přináleželo - poté, co zemřel bez potomků starší bratr jejího otce, král Jiří II., její nástupnické právo bylo pominuto a na trůn dosedl otcův mladší bratr jako Pavel I. Řecký.
Jako dcera Aspasie a vnučka Petrose Manose a Marie Argyropoulosové byla ovšem Alexandra jediným potomkem řecké královské rodiny, který měl své kořeny v řeckém národě a v samotném Řecku. Přes svou matku pocházela, mimo jiné, od Fanariotských Řeků z Konstantinopole. Tak jako většina evropských královských rodin, také glücksburská dynastie, do které patřil její manžel, byla převážně německého původu, avšak v jeho linii bylo ve středověku i několik řeckých předků (srov. Byzantští předkové dánských panovníků v Řecku).
Shodou okolností se Alexandra místo první vládnoucí řeckou královnou stala poslední královnou Jugoslávie. Roku 1944 se odstěhovala do Londýna, kde se provdala za Petra II. Jugoslávského. Obřad, kterého se králova matka odmítla z důvodu bolesti zubů zúčastnit, se konal na jugoslávské ambasádě v Londýně. Alexandra na sobě měla svatební šaty, které jí zapůjčila lady Mary Lygonová, manželka prince Vsevoloda Ivanoviče Ruského (sám syn tety krále Petra princezny Heleny Srbské). Mezi svatebními hosty byli čtyři vládnoucí panovníci (Jiří VI. Britský, Jiří II. Řecký, Haakon VII. Norský a Vilemína Nizozemská) a několik dalších členů evropských královských rodin, včetně dvou bratrů ženicha (princ Tomislav a princ Ondřej), matka nevěsty, princ Jindřich, vévoda z Gloucesteru a princ Bernhard Lippsko-Biesterfeldský, princ choť nizozemský.
Dne 17. července 1945 porodila syna, prince Alexandra. Alexander byl vychován svou babičkou z matčiny strany, Aspasií.
Královna Alexandra zemřela na počátku roku 1993 ve Východním Sussexu v Anglii. Pochována v někdejší soukromé řecké královské rezidenci na Tatoi v Řecku.

## Vývod z předků
|                       |                           |  |                    |                                 |  |  |  |  |  |  |  | Kristián IX. Dánský |
|                       |                           |  |                    |                                 |  |  |  |  |  |  |  |                     |
|                       | Jiří I. Řecký             |  |                    |                                 |  |  |  |  |  |  |  |                     |
|                       |                           |  |                    |                                 |  |  |  |  |  |  |  |                     |
|                       |                           |  |                    | Luisa Hesensko-Kasselská        |  |  |  |  |  |  |  |                     |
|                       |                           |  |                    |                                 |  |  |  |  |  |  |  |                     |
|                       | Konstantin I. Řecký       |  |                    |                                 |  |  |  |  |  |  |  |                     |
|                       |                           |  |                    |                                 |  |  |  |  |  |  |  |                     |
|                       |                           |  |                    | Konstantin Nikolajevič Romanov  |  |  |  |  |  |  |  |                     |
|                       |                           |  |                    |                                 |  |  |  |  |  |  |  |                     |
|                       | Olga Konstantinovna Ruská |  |                    |                                 |  |  |  |  |  |  |  |                     |
|                       |                           |  |                    |                                 |  |  |  |  |  |  |  |                     |
|                       |                           |  |                    | Alexandra Sasko-Altenburská     |  |  |  |  |  |  |  |                     |
|                       |                           |  |                    |                                 |  |  |  |  |  |  |  |                     |
|                       | Alexandr I. Řecký         |  |                    |                                 |  |  |  |  |  |  |  |                     |
|                       |                           |  |                    |                                 |  |  |  |  |  |  |  |                     |
|                       |                           |  |                    | Vilém I. Pruský                 |  |  |  |  |  |  |  |                     |
|                       |                           |  |                    |                                 |  |  |  |  |  |  |  |                     |
|                       | Fridrich III. Pruský      |  |                    |                                 |  |  |  |  |  |  |  |                     |
|                       |                           |  |                    |                                 |  |  |  |  |  |  |  |                     |
|                       |                           |  |                    | Augusta Sasko-Výmarská          |  |  |  |  |  |  |  |                     |
|                       |                           |  |                    |                                 |  |  |  |  |  |  |  |                     |
|                       | Žofie Dorotea Pruská      |  |                    |                                 |  |  |  |  |  |  |  |                     |
|                       |                           |  |                    |                                 |  |  |  |  |  |  |  |                     |
|                       |                           |  |                    | Albert Sasko-Kobursko-Gothajský |  |  |  |  |  |  |  |                     |
|                       |                           |  |                    |                                 |  |  |  |  |  |  |  |                     |
|                       | Viktorie Sasko-Koburská   |  |                    |                                 |  |  |  |  |  |  |  |                     |
|                       |                           |  |                    |                                 |  |  |  |  |  |  |  |                     |
|                       |                           |  |                    | Viktorie Britská                |  |  |  |  |  |  |  |                     |
|                       |                           |  |                    |                                 |  |  |  |  |  |  |  |                     |
| Alexandra Jugoslávská |                           |  |                    |                                 |  |  |  |  |  |  |  |                     |
|                       |                           |  |                    |                                 |  |  |  |  |  |  |  |                     |
|                       |                           |  | Konstantinos Manos |                                 |  |  |  |  |  |  |  |                     |
|                       |                           |  |                    |                                 |  |  |  |  |  |  |  |                     |
|                       | Thrasyvoulos Manos        |  |                    |                                 |  |  |  |  |  |  |  |                     |
|                       |                           |  |                    |                                 |  |  |  |  |  |  |  |                     |
|                       |                           |  |                    | Sevasteia Argyropoulou          |  |  |  |  |  |  |  |                     |
|                       |                           |  |                    |                                 |  |  |  |  |  |  |  |                     |
|                       | Petros Manu               |  |                    |                                 |  |  |  |  |  |  |  |                     |
|                       |                           |  |                    |                                 |  |  |  |  |  |  |  |                     |
|                       |                           |  |                    | Petros K. Mavromichalis         |  |  |  |  |  |  |  |                     |
|                       |                           |  |                    |                                 |  |  |  |  |  |  |  |                     |
|                       | Roxani Mavromichali       |  |                    |                                 |  |  |  |  |  |  |  |                     |
|                       |                           |  |                    |                                 |  |  |  |  |  |  |  |                     |
|                       |                           |  |                    | Evfrosini Soutsou               |  |  |  |  |  |  |  |                     |
|                       |                           |  |                    |                                 |  |  |  |  |  |  |  |                     |
|                       | Aspasia Manuová           |  |                    |                                 |  |  |  |  |  |  |  |                     |
|                       |                           |  |                    |                                 |  |  |  |  |  |  |  |                     |
|                       |                           |  |                    | Alexandr I. Řecký               |  |  |  |  |  |  |  |                     |
|                       |                           |  |                    |                                 |  |  |  |  |  |  |  |                     |
|                       |                           |  |                    |                                 |  |  |  |  |  |  |  |                     |
|                       |                           |  |                    |                                 |  |  |  |  |  |  |  |                     |
|                       |                           |  |                    | Aspasia Manuová                 |  |  |  |  |  |  |  |                     |
|                       |                           |  |                    |                                 |  |  |  |  |  |  |  |                     |
|                       | Maria Argyropuluová       |  |                    |                                 |  |  |  |  |  |  |  |                     |
|                       |                           |  |                    |                                 |  |  |  |  |  |  |  |                     |
|                       |                           |  |                    | Alexandr I. Řecký               |  |  |  |  |  |  |  |                     |
|                       |                           |  |                    |                                 |  |  |  |  |  |  |  |                     |
|                       |                           |  |                    |                                 |  |  |  |  |  |  |  |                     |
|                       |                           |  |                    |                                 |  |  |  |  |  |  |  |                     |
|                       |                           |  |                    | Aspasia Manuová                 |  |  |  |  |  |  |  |                     |
|                       |                           |  |                    |                                 |  |  |  |  |  |  |  |                     |